# کلیفتون کوشمن
کلیفتون کوشمن (انگلیسی: Clifton Cushman; ۲ ژوئن ۱۹۳۸ – ۲۵ سپتامبر ۱۹۶۶) افسر (ارتش)، و ورزشکار دو و میدانی اهل ایالات متحده آمریکا بود.